# GeoCenter Møns Klint
GeoCenter Møns Klint er et museum, der beskæftiger sig med Danmarks geologi og natur. Museet ligger i den østligste ende af Møn i Store Klinteskov ved Møns Klint.
Museet viser hvordan skiftende geologiske forhold i kridttiden, tertiærtiden og kvartærtiden og meteoritnedslag, vulkanudbrud, gletsjere og smeltevand har været med til at forme landskabet.
Desuden vises hvordan dyrelivet har udviklet sig fra simple organismer som alger og plankton til store havdyr som hajer og uddøde hvaler og kæmpeøgler. Der vises også 3D-film om dinosaurer.
En del af skoven omkring museet er integreret i museet med svævebane, naturstier og udsigtspunkter over Møns klint. I området findes et væld af sjældne dyre- og plantearter.
Bygningen er tegnet af arkitektfirmaet PLH, der vandt arkitektkonkurrencen i 2002. Bjørn Nørgaard har bidraget til udstillingen.
Museet åbnede i 2007 under overværelse af dets protektor Dronning Margrethe 2.
GeoCenter Møns Klint har siden 2009 været godkendt som videnspædagogisk aktivitetscenter.